# Dannemeer
Het Dannemeer is een tussen 2010 en 2014 aangelegd meer en veenmoeras in de voormalige gemeente Slochteren (nu onderdeel van de gemeente Midden-Groningen) in de Nederlandse provincie Groningen.

## Locatie
Het ligt ten westen van de dorpen Slochteren en Schildwolde, tussen het Slochterdiep in het zuiden, het Afwateringskanaal van Duurswold in het westen en de Uiterburensloot en het Schildmeer in het noorden. De totale oppervlakte van het meer is 525 hectare. Het Dannemeer vormt onderdeel van het natuurgebied Midden-Groningen, ook bekend onder de naam 't Roegwold en vormt de belangrijkste schakel van de ecologische hoofdstructuur van de provincie Groningen.

## Beschrijving
Het meer is aangelegd in het diepste deel van de provincie. Het maaiveld ligt hier op gemiddeld 1,5 meter onder NAP. De aanleg startte in 2010. In 2012 werd het eerste deel opgeleverd tussen Slochterdiep en Slochtermeentweg. In 2014 werd de aanleg van het moerasgebied voltooid. Het Dannemeer moet volgens hoofdbeheerder Staatsbosbeheer met name voorzien in het natuurdoeltype 'veenmoeras'; een combinatie van plasdrasgebieden, stukken riet, zegge en ruigte, broekbossen en open watergebieden. In het meer zijn twee 'vosvrije eilanden' gerealiseerd waar watervogels en moerasvogels veilig moeten kunnen broeden. 's Winters staat het meer grotendeels onder water. In de zomer ligt het waterpeil lager. Het is de bedoeling dat het gebied grotendeels 'door de natuur wordt gestuurd', waaronder wordt verstaan dat beheersmaatregelen zoals plaggen en maaien zoveel mogelijk achterwege moeten blijven, maar andere beheersmaatregelen wel worden uitgevoerd, zoals de inzet van grote grazers en kunstmatige peildynamiek (in de winter een hoog waterpeil, in de zomer laag).
In de jaren 1970 werd de Dannemeerweg door het gebied aangelegd. Deze weg werd bij de aanleg van het meer omgevormd tot een fietspad.

## Naam
De naam Dannemeer (ook Douwmeer, Dammeer of Daltemeer) verwijst naar een drooggevallen meerstal dat volgens Kornelis ter Laan gelegen was nabij het Schildmaar (het latere Afwateringskanaal) onder Schildwolde. Op topografische kaarten komt de naam van dit meer overigens niet voor.